# Cernotina aestheticella
Cernotina aestheticella är en nattsländeart som beskrevs av Sykora 1998. Cernotina aestheticella ingår i släktet Cernotina och familjen fångstnätnattsländor. Inga underarter finns listade i Catalogue of Life.